# Klinkow (Prenzlau)
Klinkow ist kleines Dorf im Nordosten Brandenburgs (Deutschland) im Landkreis Uckermark mit etwa 170 Einwohnern und ist ein Ortsteil von Prenzlau. Zu Klinkow gehört der Gemeindeteil Basedow.

## Geographie
Das Dorf liegt ca. 107 km nördlich von Berlin und 57 km westlich von Stettin (Polen). Im Westen Klinkows verläuft der von Dedelow kommende Fluss Quillow auf seinem Weg in die Ucker. Südlich des Dorfes liegt der Klinkower See.

## Geschichte
Klinkow wurde 1320 mit den Namen "Petrus und Johannes de Clinckow" erstmals urkundlich erwähnt. Der Ort war im Besitz verschiedener Herren. Im Jahr 1375 wurde Klinkow mit einer Mühle unter "Klynkow" im Landbuch der Mark Brandenburg aufgeführt. Der Ort wurde als Bauern- und Straßenangerdorf errichtet. Im Mittelalter standen mehrere Mühlen am Fluss Quillow die zu Klinkow gehörten. Das Dorf wurde ein Kämmereidorf der Stadt Prenzlau.
Am 1. Juli 1950 wurde Basedow eingemeindet.
Ab 1993 gehörte Klinkow zum Amt Prenzlau-Land. Seit 2001 ist Klinkow ein Ortsteil von Prenzlau.

## Bedeutende Bauten und Gedenkstätten

### Dorfkirche Klinkow
Die Dorfkirche Klinkow ist ein rechteckiger Feldsteinbau aus der 2. Hälfte des 13. Jahrhunderts. Der Ostgiebel enthält eine Dreifenstergruppe. Im Jahr 1945 brannte die Kirche vollkommen aus. Dabei wurden der mittelalterliche Altar aus dem Jahr 1522 und die Renaissancekanzel zerstört. Sie wurde im Jahr 1951 mit einem neuen westlichen Fachwerkdachturm mit zwei Glocken wiederhergestellt. In der Kirche befindet sich ein holzgeschnitzter Flügelaltar aus dem Jahr 1522.

### Kriegerdenkmal Klinkow
Das Kriegerdenkmal Klinkow steht beim Kirchhofzugang. Es ist ein gespaltener Granitfindling, der auf einem Feldsteinsockel steht. Im Stein ist oben ein Eisernes Kreuz, darunter ist eine Schrifttafel. Dort sind die Worte "Den Tod fürs Vaterland starben im Weltkriege 1914–1918." und 10 Namen gefallener Soldaten eingraviert. Unter der Tafel ist ein Eichenlaubrelief. Das Denkmal wurde später durch eine am Sockel angebrachten Tafel ergänzt. Auf dieser Tafel steht "Zum Gedenken der Gefallenen Vermißten und Vertriebenen 1939–1945", darunter sind die Namen aufgeführt.

### Weitere Sehenswürdigkeiten
- Klinkower Mühle
- Klinkower See

## Wirtschaft und Infrastruktur

### Ansässige Branchen
- Autoverwertung Ramm Klinkow GbR
- Friseur Kerstin Sprenger
- Landwirtschaft

### Verkehrsanbindung
Durch Klinkow verläuft nur eine kleine Landstraße in Richtung Prenzlau (Ost) und Basedow (West). Die Bundesautobahnen 11 und 20 verlaufen in der Nähe des Dorfes bei Prenzlau. Klinkow besitzt eine Bushaltestelle. Dort fahren Montag bis Freitag Busse der Linien 411 (Prenzlau-Dedelow) und 401 (Prenzlau-Woldegk), die zusammen einen Vierstundentakt zwischen Prenzlau und Klinkow ergeben. Durch den Ort verläuft der Uckermärkische Radrundweg und die Gutsherren-Radtour. Der nächste internationale Flughafen Stettin-Goleniów liegt ca. 87 km nordöstlich von Klinkow.